# 傑·法羅
賈里德·安東尼奧·法羅（英語：Jared Antonio Farrow，1987年10月14日—），較廣為人知的是其藝名傑·法羅（Jay Pharoah），美國演員、獨角喜劇表演者與模仿艺人，他在2010年加入《週六夜現場》，為第36季至41季（2016）的常規演員。在2015年，《滾石雜誌》將他評為第55位最偉大的《週六夜現場》演員。

## 早年生活
法羅在1987年10月14日出生於維吉尼亞州切萨皮克，他從六歲開始模仿表演，其首個模仿對象為由吉尔伯特·戈特弗里德聲演的《阿拉丁》角色——鸚鵡艾格，並解釋道：「我父親在幾個月後讓我參加一場才藝比賽，結果我以第五名作收」。
2005年，法羅從切薩皮克的印第安河高中畢業，他在《週末夜現場》的其中一個角色「丹尼爾·弗萊校長」（Principal Daniel Frye）便受該校的前校長詹姆斯·弗萊（James Frye）影響。法羅隨後分別在潮水社區學院和維吉尼亞聯邦大學修讀商業。

## 生涯

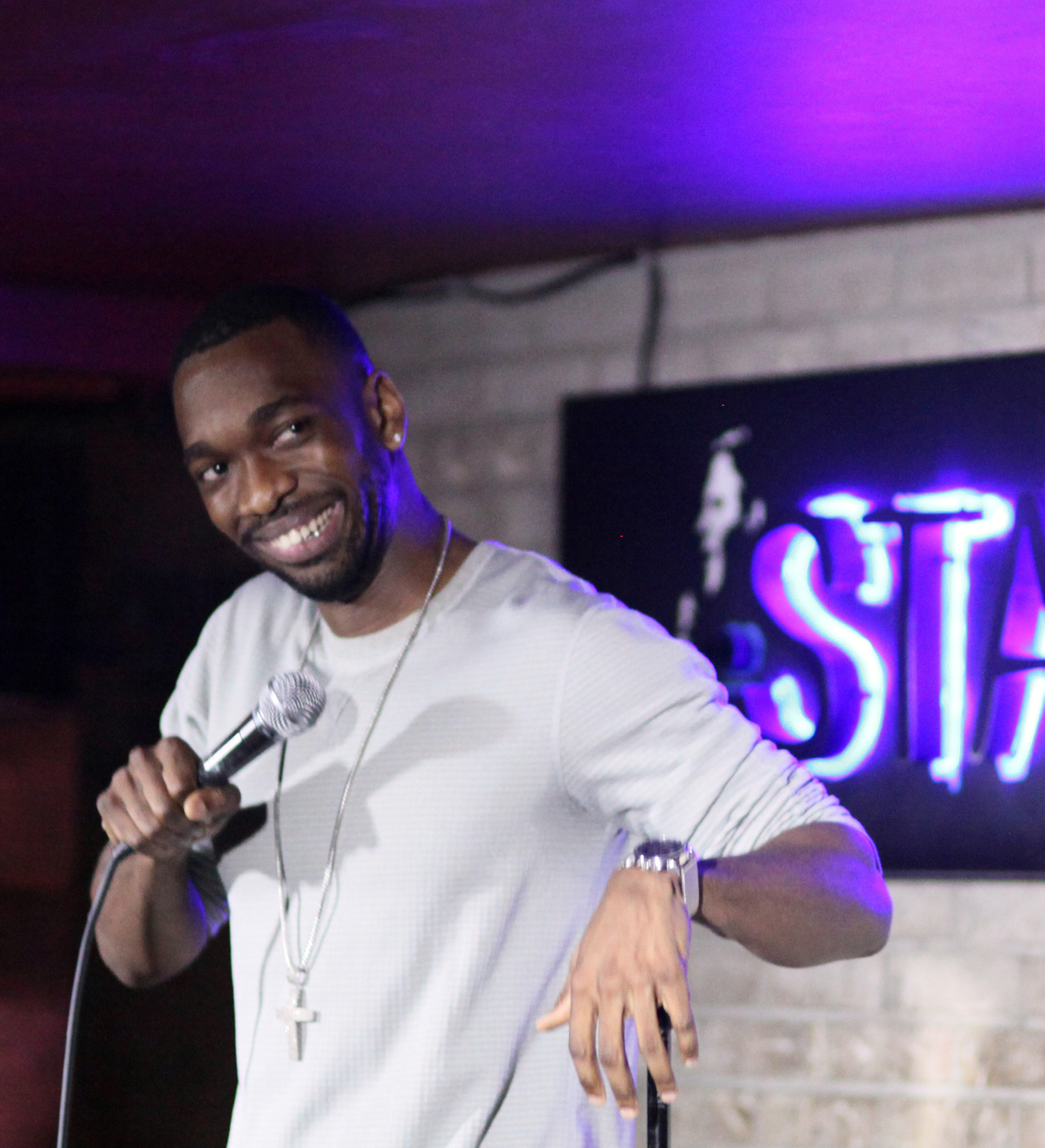
2016年6月在一家紐約喜劇俱樂部表演的法羅

2002年，15歲的法羅便開始在維吉尼亞的社區劇院和喜劇俱樂部表演獨角喜劇，並曾與科瑞·霍爾科姆和查理·墨菲一起巡迴演出。
法羅以模仿許多名人而聞名，包括巴拉克·奧巴馬、威爾·史密斯、DMX、Jay-Z、五角、艾迪·墨菲、克里斯·洛克、肯伊·威斯特、斯蒂芬·A·史密斯、彼得·汀克萊傑和丹佐·華盛頓等，其中以奧巴馬的模仿令更他在YouTube爆紅，成為一網路迷因。

### 2010–2016：《週六夜現場》
2010年，法羅被《週六夜現場》（SNL）聘為該節目第36季的表演者，並在同年9月25日初次亮相SNL。他在36季扮演了多位包括肯伊·威斯特、Jay-Z、克里斯·洛克、丹佐·華盛頓、艾迪·墨菲、斯蒂芬·A·史密斯、威爾·史密斯、本·卡森、克里斯·塔克、崔西·摩根、麥可·斯特拉漢、小韋恩和肯德里克·拉马尔在內的政治人物或演藝明星，其亮眼演技被《電視指南》的羅布·莫伊尼漢（Rob Moynihan）形容為該季「最具突破的演員」。法羅在2012年9月15日首播的SNL第38季接替弗雷德·阿米森，首次在該節目上扮演時任美國總統奧巴馬。因SNL而成名後，法羅在2012年6月參演福斯探照燈影業的獨立電影《洛拉·范瑟丝》。兩年後，他在由冰塊酷巴和凯文·哈特主演的警察搭檔片《龍兄唬弟》中飾演一個小角色，隨後又與SNL的演員同事凱特·麥金儂和貝克·班內特一起出現體育喜劇《界外球》。
法羅在2016年與另外兩位SNL演員納西姆·帕杜雷德和塞西莉·斯特朗一起參演老海軍的廣告。同年8月8日，即SNL第42季開始前，他宣佈將與同樣為常規演員的塔蘭·基拉姆一起退出該節目。法羅在2016年亦與吉吉·哈蒂德一起主持全美音樂獎。此外他也在2020至21年間主持兒童頻道的遊戲節目《解除濾鏡》。

## 個人生活

### 2020年被警察施暴
在喬治·弗洛伊德之死引發的示威活動仍處高峰期間的2020年6月，法羅發佈一條拍攝於同年4月的影片，展示他被洛杉磯警察局持槍拘留時遭一位警官單膝壓頸，其做法與導致喬治·弗洛伊德被殺的方式幾乎一致。當時正在街頭慢跑的法羅被指符合「穿著灰色運動褲及灰色襯衫的黑人」之描述，後來警察用谷歌搜尋其名字後便向其道歉，並准許他離開。

## 參演作品

### 電影
| 年份 | 標題                                  | 角色                              | 備註     |
| ---- | ------------------------------------- | --------------------------------- | -------- |
| 2011 | 《野餐2》                             | 艾迪·O（Eddie O）                 | 電視電影 |
| 2012 | 《洛拉·范瑟丝》                       | 蘭迪（Randy）                     |          |
| 2013 | 《弱者》                              | 播音員                            |          |
| 2014 | 《龍兄唬弟》                          | 跑平哥（Runflat）                 |          |
| 2014 | 《界外球》                            | 丹（Dan）                         |          |
| 2014 | 《喜劇人生》                          | 麥克（Mike）                      |          |
| 2016 | 《22K人力銀行》                       | Skeezy D                          |          |
| 2016 | 《歡樂好聲音》                        | 米娜的祖父（Meena's Grandfather） | 聲演     |
| 2018 | 《瘋人院》                            | 奈特·霍夫曼（Nate Hoffman）       |          |
| 2019 | 《如何推销战争》（How to Fake a War） | 哈利·霍普（Harry Hope）           |          |
| 2020 | 《魔髮》                              | 朱利葉斯（Julius）                |          |
| 2020 | 《2分鐘的成名》                       | 德安德烈（Deandre）               |          |
| 2020 | 《我的一生》                          | 戴夫·伯格（Dave Berger）          |          |
| 2021 | 《米家大戰機器人》                    | 諾亞（Noah）                      | 聲演     |
| 2021 | 《婚禮無法度》                        | 傑森·金恩（Jason King）           |          |
| TBA  | 《旋轉的黃金》                        | 塞西爾·霍姆斯                     |          |

### 電視節目
| 年份      | 標題                   | 角色                                                             | 備註                      |
| --------- | ---------------------- | ---------------------------------------------------------------- | ------------------------- |
| 2010–16   | 《週六夜現場》         | 多個                                                             | 常規演員（第36季–第41季） |
| 2014      | 《波特蘭迪亞》         | Jay-Z                                                            | 聲演，1集                 |
| 2016–17   | 《張伯倫高地傳奇》     | 蘭迪（Randy） 蒙特雷爾（Montrel）                                | 聲演，常規演員            |
| 2017      | 《马男波杰克》         | 街上的男人（Man on the Street） 達尚恩·曼海姆（Dashawn Manheim） | 2集                       |
| 2017      | 《白聞名》             | 弗洛伊德·穆尼（Floyd Mooney）                                    | 常規演員                  |
| 2018      | 《超級豪宅》           | 多個                                                             | 3集                       |
| 2018      | 《伊州香檳》           | 盧（Lou）                                                        | 常設角色                  |
| 2019      | 《最重要的小事》       | 奧馬爾·霍華德（Omar Howard）                                     | 2集                       |
| 2017–2022 | 《蓋酷家庭》           | 多個                                                             | 常設角色                  |
| 2020      | 《麵包海牛》           | 丹（Dan）                                                        | 常設角色                  |
| 2020–21   | 《尼克兒童頻道的解除濾鏡》 | 主持                                                             | 遊戲節目                  |
| 2021      | 《机器鸡》             | 巴拉克·奧巴馬                                                    | 聲演，1集                 |
| 2022      | 《那是我的最愛》       | 自己                                                             | 1集                       |
| 2022      | 《辛普森一家》         | 戴得里克·塔圖姆                                                  | 聲演，1集                 |

### 電子遊戲
- 《決勝時刻：無盡戰爭》（2016）– 安德烈（Andre）

## 外部連結
- 官方网站
- 傑·法羅在互联网电影资料库（IMDb）上的資料（英文）